# Lusius macilentus
Lusius macilentus là một loài tò vò trong họ Ichneumonidae.